# لیگ حرفه‌ای دسته دوم فوتبال بلغارستان
لیگ حرفه‌ای دسته دوم فوتبال بلغارستان (بلغاری: Втора професионална футболна лига)) دومین لیگ معتبر فوتبال در کشور بلغارستان است که در سال ۱۹۵۰ بنیان‌گذاری شده و زیر نظر اتحادیه فوتبال بلغارستان برگزار میشود.